# (4395) Danbritt
(4395) Danbritt es un asteroide perteneciente al cinturón de asteroides, descubierto el 2 de marzo de 1981 por Schelte John Bus desde el Observatorio de Siding Spring, Nueva Gales del Sur, Australia.

## Designación y nombre
Designado provisionalmente como 1981 EH41. Fue nombrado Danbritt en honor al profesor de investigación en la Universidad de Tennessee, Daniel Britt que estudia las relaciones entre los planetas menores y meteoritos utilizando espectroscopia de reflectancia.

## Características orbitales
Danbritt está situado a una distancia media del Sol de 2,993 ua, pudiendo alejarse hasta 3,256 ua y acercarse hasta 2,730 ua. Su excentricidad es 0,087 y la inclinación orbital 10,05 grados. Emplea 1891 días en completar una órbita alrededor del Sol.

## Características físicas
La magnitud absoluta de Danbritt es 12,8. Tiene 11,299 km de diámetro y su albedo se estima en 0,126.